# Raimondo Vianello
Raimondo Vianello (* 7. Mai 1922 in Rom; † 15. April 2010 in Mailand) war ein italienischer Schauspieler und Fernsehmoderator, der als Komiker und mit seiner Frau Sandra Mondaini bekannt wurde.

## Leben
Vianello wuchs größtenteils in Pula auf, wo sein Vater als Admiral der Regia Marina eine Seefahrtsakademie leitete und verbrachte den Zweiten Weltkrieg zunächst in Dalmatien, wohin sein Vater versetzt wurde. Nach kurzem Studium der Rechtswissenschaften war er 1945 Mitglied der Italienischen Sozialrepublik, weshalb er alliierter Kriegsgefangener wurde und im Campo di Coltano inhaftiert war.
Nach seiner Freilassung leitete er zusammen mit seinem Bruder Roberto das Centro Nazionale Sportivo Fiamma, für das er auch selbst aktiv war und spielte 1946 Fußball für US Palermo in der Serie B und in der Terza Categoria für SaMo. Daneben unternahm er erste Schritte als Schauspieler und trat in Oreste Biancolis Cantachiaro No. 2 erstmals im Film auf. In den 1950er Jahren war er in musikalischen Revuen und Komödien auf der Bühne zu sehen; daneben intensivierte er seine Filmauftritte als Charakterschauspieler, oft neben Totò, und fand großen Erfolg im Fernsehen, für das er mit Ugo Tognazzi ab 1954 die satirische Sendung Un due tre moderierte. 1959 wurde sie nach einem Sketch über den damaligen Staatspräsidenten Giovanni Gronchi abgesetzt. Daraufhin konzentrierte sich Vianello auf das Kino und war bis 1968 in fast siebzig Filmen, meistens Komödien, zu sehen. Zu Beginn der 1970er Jahre war er auch an über zehn Drehbüchern beteiligt.
1958 lernte er Sandra Mondaini kennen, die er vier Jahre später heiratete; viele Sendungen des Fernsehens, zunächst bei der RAI, später bei Canale 5, bestritt das Paar gemeinsam, vor allem mit Beginn der 1970er Jahre und bis zu ihrer letzten Sendung Croceria Vianello im Jahr 2008 so Attentati a noi due, Sandra e Raimondo Show und die Sitcom Casa Vianello, die von 1988 bis 2007 ausgestrahlt wurde. Daneben moderierte Vianello Quizsendungen wie Zig zag, Il gioco dei 9 und Pressing. Auch als Fußballexperte war er gefragt. 1998 präsentierte er das Sanremo-Festival.
Am 26. Juni 1996 wurde Vianello als Großoffizier mit dem Verdienstorden der Italienischen Republik ausgezeichnet.

## Filmografie (Auswahl)

### Darsteller
- 1950: Totò als Scheich (Totò sceicco)
- 1951: Keine Liebe, aber… aber… (Amor non ho! Però, però…)
- 1952: Ein Auto macht noch keinen Millionär (Cinque poveri in automobile)
- 1959: Mein schöner Ehemann (Il nemico di mia moglie (Il marito bello))
- 1959: Petticoats und Fallschirmjäger (Guardatele ma non toccatele!)
- 1960: Von mir aus auch mit Liebe (In principe fusto)
- 1961: I magnifici tre
- 1961: Die Nächste bitte! (Il mantenuto)
- 1962: Due contro tutti
- 1962: Fallen für Fra Diavolo (I tromboni di Fra Diavolo)
- 1963: Gli eroi del West
- 1964: I gemelli del Texas
- 1965: Die richtige Frau im falschen Bett (Letti sbagliati)
- 1965: Wie verkaufe ich meine Frau? (Oggi, domani, dopodomani)
- 1966: Irren ist tödlich (Per qualche dollaro in meno)
- 1966: Ringo e Gringo contro tutti
- 1966: Wer zuletzt lacht, lacht am besten (Riderà! (Cuore matto))
- 1968: Der Coup der 7 Asse (Sette volte sette)

### Drehbuch
- 1969: Sein bestes Stück verkauft man nicht (Il trapianto)
- 1973: Ein Glücksschwein muß kein Ferkel sein (La schiava io ce l'ho e tu no)